# Kypello Ellados 2018-2019
La Coppa di Grecia 2018-2019 è stata la 77ª edizione del torneo. La competizione è iniziata il 26 agosto 2018 ed è terminata l'11 maggio 2019. Il PAOK era la squadra campione in carica ed ha riconfermato la vittoria anche in questa stagione, vincendo il suo settimo titolo.

## Formula
Alla coppa partecipano in totale 85 club (12 hanno rinunciato), 16 della Super League, 16 della Football League e 53 vincitori delle coppe regionali della stagione precedente. Dopo tre turni preliminari (solo andata), i 32 club rimanenti sono raggruppati in otto gironi con gare di sola andata. Il torneo prosegue poi con turni di andata e ritorno fino alla finale secca.

## Primo turno
| Squadra 1               | Risultato       | Squadra 2                    |
| ----------------------- | --------------- | ---------------------------- |
| 26 agosto 2018          |                 |                              |
| Thyella Kamari          | 2 – 0           | Kifisia                      |
| Pallixouriakos          | 1 – 0           | Xirovouni                    |
| Chalkis                 | 0 – 1           | Episkopī                     |
| Ermionidas-Ermis        | 7 – 1           | Dafni Dafnona                |
| Anagennisi Plagia       | 4 – 2 (dts)     | Iraklis Polykarpis           |
| Apollon Paralimnios     | 4 – 0           | Thraki Feron                 |
| Arīs Avatou             | 1 – 0           | Ethnikos Neos Keramidios     |
| Asteras Iteas           | 0 – 1           | Thesprotos                   |
| Ethnikos Pireo          | 3 – 1           | Paleochoras                  |
| Ermis Amynteos          | 2 – 1           | Kalampaki                    |
| Iraklis Elefsi          | 2 – 3           | OF Ierapetra                 |
| Kavala                  | 0 – 1           | Giannitsa                    |
| Korinthos               | 2 – 2 (5-4 dtr) | Kalamata                     |
| Makedonikos Foufas      | 1 – 1 (2-4 dtr) | Nikī Volo                    |
| Doxa Neos Sidirochorios | 0 – 0 (4-5 dtr) | Kardias                      |
| Tīlykratīs              | 5 – 1           | Sellanon                     |
| Ikonomos Tsaritsani     | 1 – 0           | Mesolongi                    |
| Antimachos              | 3 – 1           | Thyella Rafina               |
| 2 settembre 2018        |                 |                              |
| Diagoras Vrachnikon     | 2 – 2 (4-5 dtr) | Eolikos Mytilenes            |
| Kitheronas Kaparellios  | 4 – 0           | Enosis Vathyllos-Pansamiakos |

## Secondo turno
Apollon Paralimnios, Aris Avato, Nikī Volo, Tīlykratīs, OF Ierapetra, Ermionidas-Ermis, Korinthos, Thyella Kamari, Ethnikos Pireo e Kitheronas Kaparellios avanzano direttamente al terzo turno.
| Squadra 1                        | Risultato | Squadra 2           |
| -------------------------------- | --------- | ------------------- |
| 5 settembre 2018                 |           |                     |
| Ermis Amynteos                   | 2 – 1     | Ikonomos Tsaritsani |
| Megas Alexandros Trikala Imathia | 0 – 1     | Giannitsa           |
| Anagennisi Plagia                | 0 – 5     | Thesprotos          |
| 9 settembre 2018                 |           |                     |
| Episkopī                         | 4 – 0     | Pallixouriakos      |
| 12 settembre 2018                |           |                     |
| Antimachos                       | 3 – 1     | Eolikos Mytilenes   |

## Terzo turno
| Squadra 1              | Risultato        | Squadra 2          |
| ---------------------- | ---------------- | ------------------ |
| 15 settembre 2018      |                  |                    |
| Antimachos             | 0 – 2            | Volo               |
| 16 settembre 2018      |                  |                    |
| Thyella Kamari         | 1 – 0            | Sparta             |
| Kitheronas Kaparellios | 1 – 3            | Īrodotos           |
| Ermis Amynteos         | 0 – 3            | Ergotelīs          |
| Apollon Paralimnios    | 0 – 0 (5-4 dtr)  | Aiginiakos         |
| Giannitsa              | 2 – 3            | Trikala            |
| Ethnikos Pireo         | 1 – 1 (9-10 dtr) | Īraklīs            |
| Episkopī               | 0 – 1            | Kerkyra            |
| Ermionidas-Ermis       | 3 – 7            | Chania-Kissamikos  |
| OF Ierapetra           | 1 – 0            | Karaïskakīs        |
| Kardias                | 1 – 5            | Apollōn Kalamarias |
| Korinthos              | 0 – 2            | Panachaïkī         |
| Thesprotos             | 2 – 3            | Apollōn Larissa    |
| Tīlykratīs             | 0 – 5            | Aittitos Spata     |
| Arīs Avatou            | 1 – 1 (5-4 dtr)  | Platanias          |
| Nikī Volo              | 1 – 0            | Doxa Dramas        |

## Fase a gironi
| Gruppo | 1ª fascia        | 2ª fascia       | 3ª fascia          | 4ª fascia           |
| ------ | ---------------- | --------------- | ------------------ | ------------------- |
| A      | Atromītos        | PAS Giannina    | Īraklīs            | Thyella Kamari      |
| B      | AEK Atene        | Lamia           | Apollōn Larissa    | Volo                |
| C      | Panaitōlikos     | Panathīnaïkos   | Chania-Kissamikos  | OF Ierapetra        |
| D      | PAOK             | Arīs Salonicco  | Ergotelīs          | Aittitos Spata      |
| E      | Olympiacos       | Levadeiakos     | Panachaïkī         | Arīs Avatou         |
| F      | Asteras Tripolīs | Apollōn Smyrnīs | Trikala            | Apollon Paralimnios |
| G      | Skoda Xanthī     | OFI Creta       | Kerkyra            | Nikī Volo           |
| H      | Paniōnios        | Larissa         | Apollōn Kalamarias | Īrodotos            |

### Calendario
| Giornata         | Data gare                                                 |
| ---------------- | --------------------------------------------------------- |
| Prima giornata   | 25-26-27 settembre 2018, 2-3-12 ottobre 2018              |
| Seconda giornata | 30-31 ottobre 2018, 1°-14 novembre 2018 e 5 dicembre 2018 |
| Terza giornata   | 18-19-20 dicembre 2018                                    |

### Girone A
| Squadra        | P.ti | G | V | N | P | GF | GS | DR  |
| -------------- | ---- | - | - | - | - | -- | -- | --- |
| Atromītos      | 6    | 3 | 2 | 0 | 1 | 15 | 3  | +12 |
| PAS Giannina   | 6    | 3 | 2 | 0 | 1 | 7  | 3  | +4  |
| Īraklīs        | 6    | 3 | 2 | 0 | 1 | 6  | 6  | 0   |
| Thyella Kamari | 0    | 3 | 0 | 0 | 3 | 0  | 16 | -16 |

| 1ª giornata    |       |                |
| Atromītos      | 1 - 2 | PAS Giannina   |
| Thyella Kamari | 0 - 3 | Īraklīs        |
| 2ª giornata    |       |                |
| Īraklīs        | 1 - 6 | Atromītos      |
| PAS Giannina   | 5 - 0 | Thyella Kamari |
| 3ª giornata    |       |                |
| Īraklīs        | 2 - 0 | PAS Giannina   |
| Thyella Kamari | 0 - 8 | Atromītos      |

### Gruppo B
| Squadra         | P.ti | G | V | N | P | GF | GS | DR  |
| --------------- | ---- | - | - | - | - | -- | -- | --- |
| AEK Atene       | 9    | 3 | 3 | 0 | 0 | 9  | 2  | +7  |
| Lamia           | 4    | 3 | 1 | 1 | 1 | 9  | 3  | +6  |
| Volo            | 4    | 3 | 1 | 1 | 1 | 7  | 5  | +2  |
| Apollōn Larissa | 0    | 3 | 0 | 0 | 3 | 1  | 16 | -15 |

| 1ª giornata     |       |                 |
| Volo            | 5 - 1 | Apollōn Larissa |
| AEK Atene       | 2 - 1 | Lamia           |
| 2ª giornata     |       |                 |
| Lamia           | 1 - 1 | Volo            |
| Apollōn Larissa | 0 - 4 | AEK Atene       |
| 3ª giornata     |       |                 |
| Apollōn Larissa | 0 - 7 | Lamia           |
| Volo            | 1 - 3 | AEK Atene       |

### Gruppo C
| Squadra           | P.ti | G | V | N | P | GF | GS | DR |
| ----------------- | ---- | - | - | - | - | -- | -- | -- |
| Panathīnaïkos     | 7    | 3 | 2 | 1 | 0 | 5  | 3  | +2 |
| Chania-Kissamikos | 4    | 3 | 1 | 1 | 1 | 3  | 2  | +1 |
| Panaitōlikos      | 2    | 3 | 0 | 2 | 1 | 0  | 1  | -1 |
| OF Ierapetra      | 2    | 3 | 0 | 2 | 1 | 2  | 4  | -2 |

| 1ª giornata       |       |                   |
| OF Ierapetra      | 0 - 2 | Chania-Kissamikos |
| Panaitōlikos      | 0 - 1 | Panathīnaïkos     |
| 2ª giornata       |       |                   |
| Chania-Kissamikos | 0 - 0 | Panaitōlikos      |
| Panathīnaïkos     | 2 - 2 | OF Ierapetra      |
| 3ª giornata       |       |                   |
| OF Ierapetra      | 0 - 0 | Panaitōlikos      |
| Chania-Kissamikos | 1 - 2 | Panathīnaïkos     |

### Gruppo D
| Squadra        | P.ti | G | V | N | P | GF | GS | DR |
| -------------- | ---- | - | - | - | - | -- | -- | -- |
| PAOK           | 7    | 3 | 2 | 1 | 0 | 9  | 2  | +7 |
| Ergotelīs      | 4    | 3 | 1 | 1 | 1 | 5  | 5  | 0  |
| Arīs Salonicco | 4    | 3 | 1 | 1 | 1 | 5  | 5  | 0  |
| Aittitos Spata | 1    | 3 | 0 | 1 | 2 | 2  | 9  | -7 |

| 1ª giornata    |       |                |
| Aittitos Spata | 1 - 1 | Ergotelīs      |
| PAOK           | 1 - 1 | Arīs Salonicco |
| 2ª giornata    |       |                |
| Arīs Salonicco | 2 - 1 | Aittitos Spata |
| Ergotelīs      | 1 - 2 | PAOK           |
| 3ª giornata    |       |                |
| Aittitos Spata | 0 - 6 | PAOK           |
| Ergotelīs      | 3 - 2 | Arīs Salonicco |

### Gruppo E
| Squadra     | P.ti | G | V | N | P | GF | GS | DR |
| ----------- | ---- | - | - | - | - | -- | -- | -- |
| Olympiacos  | 9    | 3 | 3 | 0 | 0 | 5  | 1  | +4 |
| Panachaïkī  | 6    | 3 | 2 | 0 | 1 | 3  | 3  | 0  |
| Levadeiakos | 3    | 3 | 1 | 0 | 2 | 5  | 3  | +2 |
| Arīs Avatou | 0    | 3 | 0 | 0 | 3 | 1  | 7  | -6 |

| 1ª giornata |       |             |
| Arīs Avatou | 0 - 1 | Panachaïkī  |
| Olympiacos  | 1 - 0 | Levadeiakos |
| 2ª giornata |       |             |
| Levadeiakos | 4 - 0 | Arīs Avatou |
| Panachaïkī  | 0 - 2 | Olympiacos  |
| 3ª giornata |       |             |
| Arīs Avatou | 1 - 2 | Olympiacos  |
| Panachaïkī  | 2 - 1 | Levadeiakos |

### Gruppo F
| Squadra             | P.ti | G | V | N | P | GF | GS | DR |
| ------------------- | ---- | - | - | - | - | -- | -- | -- |
| Asteras Tripolīs    | 9    | 3 | 3 | 0 | 0 | 7  | 1  | +6 |
| Apollōn Smyrnīs     | 4    | 3 | 1 | 1 | 1 | 7  | 3  | +4 |
| Trikala             | 2    | 3 | 0 | 2 | 1 | 2  | 3  | -1 |
| Apollon Paralimnios | 1    | 3 | 0 | 1 | 2 | 1  | 10 | -9 |

| 1ª giornata         |       |                     |
| Apollon Paralimnios | 1 - 1 | Trikala             |
| Asteras Tripolīs    | 2 - 1 | Apollōn Smyrnīs     |
| 2ª giornata         |       |                     |
| Trikala             | 0 - 1 | Asteras Tripolīs    |
| Apollōn Smyrnīs     | 5 - 0 | Apollon Paralimnios |
| 3ª giornata         |       |                     |
| Apollon Paralimnios | 0 - 4 | Asteras Tripolīs    |
| Trikala             | 1 - 1 | Apollōn Smyrnīs     |

### Gruppo G
| Squadra      | P.ti | G | V | N | P | GF | GS | DR |
| ------------ | ---- | - | - | - | - | -- | -- | -- |
| OFI Creta    | 7    | 3 | 2 | 1 | 0 | 6  | 0  | +6 |
| Skoda Xanthī | 4    | 3 | 1 | 1 | 1 | 1  | 1  | 0  |
| Kerkyra      | 3    | 3 | 1 | 0 | 2 | 1  | 4  | -3 |
| Nikī Volo    | 3    | 3 | 1 | 0 | 2 | 1  | 4  | -3 |

| 1ª giornata  |       |              |
| Skoda Xanthī | 0 - 0 | OFI Creta    |
| Nikī Volo    | 0 - 1 | Kerkyra      |
| 2ª giornata  |       |              |
| OFI Creta    | 3 - 0 | Nikī Volo    |
| Kerkyra      | 0 - 1 | Skoda Xanthī |
| 3ª giornata  |       |              |
| Kerkyra      | 0 - 3 | OFI Creta    |
| Nikī Volo    | 1 - 0 | Skoda Xanthī |

### Gruppo H
| Squadra            | P.ti | G | V | N | P | GF | GS | DR |
| ------------------ | ---- | - | - | - | - | -- | -- | -- |
| Paniōnios          | 9    | 3 | 3 | 0 | 0 | 8  | 1  | +7 |
| Larissa            | 6    | 3 | 2 | 0 | 1 | 8  | 3  | +5 |
| Apollōn Kalamarias | 3    | 3 | 1 | 0 | 2 | 1  | 8  | -7 |
| Īrodotos           | 0    | 3 | 0 | 0 | 3 | 2  | 7  | -5 |

| 1ª giornata        |       |                    |
| Īrodotos           | 0 - 1 | Apollōn Kalamarias |
| Paniōnios          | 2 - 0 | Larissa            |
| 2ª giornata        |       |                    |
| Larissa            | 4 - 1 | Īrodotos           |
| Apollōn Kalamarias | 0 - 4 | Paniōnios          |
| 3ª giornata        |       |                    |
| Īrodotos           | 1 - 2 | Paniōnios          |
| Apollōn Kalamarias | 0 - 4 | Larissa            |

## Ottavi di finale

### Squadre
| Gruppo | Testa di serie   | Non testa di serie |
| ------ | ---------------- | ------------------ |
| A      | Atromītos        | PAS Giannina       |
| B      | AEK Atene        | Lamia              |
| C      | Panathīnaïkos    | Chania-Kissamikos  |
| D      | PAOK             | Ergotelīs          |
| E      | Olympiacos       | Panachaïkī         |
| F      | Asteras Tripolīs | Apollōn Smyrnīs    |
| G      | OFI Creta        | Skoda Xanthī       |
| H      | Paniōnios        | Larissa            |

### Risultati
| Squadra 1                         | Totale          | Squadra 2        | Andata | Ritorno     |
| --------------------------------- | --------------- | ---------------- | ------ | ----------- |
| 8 gennaio 2019 / 22 gennaio 2019  |                 |                  |        |             |
| PAS Giannina                      | 1 - 3           | Paniōnios        | 1 - 1  | 0 - 2       |
| Panachaïkī                        | 2 - 6           | PAOK             | 2 - 1  | 0 - 5       |
| 8 gennaio 2019 / 23 gennaio 2019  |                 |                  |        |             |
| Skoda Xanthī                      | 1 - 3           | Olympiacos       | 0 - 0  | 1 - 3       |
| 8 gennaio 2019 / 24 gennaio 2019  |                 |                  |        |             |
| Ergotelīs                         | 2 - 2 (4-3 dtr) | OFI Creta        | 1 - 1  | 1 - 1 (dts) |
| 9 gennaio 2019 / 23 gennaio 2019  |                 |                  |        |             |
| Apollōn Smyrnīs                   | 1 - 5           | Atromītos        | 0 - 3  | 1 - 2       |
| Larissa                           | 6 - 7           | Asteras Tripolīs | 3 - 2  | 3 - 5       |
| Chania-Kissamikos                 | 1 - 6           | AEK Atene        | 1 - 1  | 0 - 5       |
| 10 gennaio 2019 / 24 gennaio 2019 |                 |                  |        |             |
| Lamia                             | 1 - 1 (4-2 dtr) | Panathīnaïkos    | 1 - 0  | 0 - 1 (dts) |

## Quarti di finale
| Squadra 1                          | Totale | Squadra 2        | Andata | Ritorno     |
| ---------------------------------- | ------ | ---------------- | ------ | ----------- |
| 6 febbraio 2019 / 28 febbraio 2019 |        |                  |        |             |
| Lamia                              | 4 - 3  | Olympiacos       | 3 - 3  | 1 - 0       |
| 6 febbraio 2019 / 27 febbraio 2019 |        |                  |        |             |
| Paniōnios                          | 4 - 5  | PAOK             | 2 - 1  | 2 - 4 (dts) |
| 7 febbraio 2019 / 26 febbraio 2019 |        |                  |        |             |
| Atromītos                          | 0 - 4  | AEK Atene        | 0 - 1  | 0 - 3       |
| 7 febbraio 2019 / 27 febbraio 2019 |        |                  |        |             |
| Ergotelīs                          | 1 - 5  | Asteras Tripolīs | 0 - 1  | 1 - 4       |

## Semifinali
| Squadra 1                      | Totale | Squadra 2        | Andata | Ritorno |
| ------------------------------ | ------ | ---------------- | ------ | ------- |
| 3 aprile 2019 / 25 aprile 2019 |        |                  |        |         |
| PAOK                           | 2 - 0  | Asteras Tripolīs | 2 - 0  | 0 - 0   |
| AEK Atene                      | 6 - 0  | Lamia            | 2 - 0  | 4 - 0   |

## Finale
| Arbitro: | Felix Zwayer |

|             |           |  |
| Akpom 45+1’ | Marcatori |  |